# Jun Uruno
Jun Uruno (宇留野 純 Uruno Jun?, nacido el 23 de octubre de 1979 en Tsurugashima, Saitama) es un exfutbolista japonés. Jugaba de delantero y su último club fue el Ubon UMT United FC.

## Trayectoria

### Clubes
| Club                 | País      | Año         |
| -------------------- | --------- | ----------- |
| Honda                | Japón     | 1998 - 2005 |
| Ventforet Kofu       | Japón     | 2006 - 2008 |
| Roasso Kumamoto      | Japón     | 2009 - 2011 |
| Bangkok United FC    | Tailandia | 2012        |
| Air Force Central FC | Tailandia | 2013        |
| Honda                | Japón     | 2014        |
| Ubon UMT United FC   | Tailandia | 2015        |

## Estadística de carrera

### J. League
| Club            | Año   | J. League | J. League | Copa J. League | Copa J. League | Total | Total |
| Club            | Año   | Part.     | Goles     | Part.          | Goles          | Part. | Goles |
| --------------- | ----- | --------- | --------- | -------------- | -------------- | ----- | ----- |
| Ventforet Kofu  | 2006  | 20        | 4         | 3              | 0              | 23    | 4     |
| Ventforet Kofu  | 2007  | 22        | 0         | 2              | 0              | 24    | 0     |
| Ventforet Kofu  | 2008  | 19        | 3         | -              | -              | 19    | 3     |
| Roasso Kumamoto | 2009  | 38        | 7         | -              | -              | 38    | 7     |
| Roasso Kumamoto | 2010  | 31        | 4         | -              | -              | 31    | 4     |
| Roasso Kumamoto | 2011  | 9         | 0         | -              | -              | 9     | 0     |
| Total           | Total | 139       | 18        | 5              | 0              | 144   | 18    |